# Sessue Hayakawa
Pour les articles homonymes, voir Hayakawa (homonymie).
Sessue Hayakawa (早川 雪洲, Hayakawa Sesshū) est un acteur, producteur de cinéma et réalisateur japonais, né le 10 juin 1889 à Nanaura (préfecture de Chiba) et mort le 23 novembre 1973 à Tokyo.

## Biographie
Fils d'un officier de la marine japonaise, Kintarō Hayakawa est voué dès son enfance à devenir officier de marine, mais il doit interrompre ses études militaires à la suite d'un accident de plongée. Il quitte alors le Japon pour s'installer à Chicago, en 1911, pour y étudier l'économie. Il y commence le théâtre, d'abord comme amateur, puis comme professionnel. Il est remarqué par le cinéaste Thomas H. Ince alors qu'il interprète avec Tsuru Aoki, qui va devenir sa femme, une pièce appelée The Typhoon. En 1914, le couple débute au cinéma à la Kay-Bee Domino, l'une des sociétés de production appartenant à Ince, et spécialisée dans les drames. Il est d'abord une vedette du cinéma muet, la première grande star d'origine asiatique de Hollywood, menant une vie aussi luxueuse que dissolue. Mais par la suite, victime du racisme anti-japonais, il est chassé des États-Unis. Il se rend alors en Europe, tourne en France avec Max Ophüls et Marcel L'Herbier, abuse de l'opium et du casino.

### Roman biographique qui lui est consacré
En 2016, Gilles Jacob lui consacre un ouvrage intitulé Un homme cruel. Il raconte sous la forme d'un roman comment Sessue Hayakawa a été une vedette du cinéma muet aussi célèbre que Chaplin, menant une vie erratique et retrouvant le succès planétaire avec Le Pont de la rivière Kwaï en 1957 — dans lequel il incarne l'odieux colonel Saïto —, avant de rentrer au Japon et trouver la paix dans un monastère bouddhiste de Toyama, à 72 ans.

## Filmographie

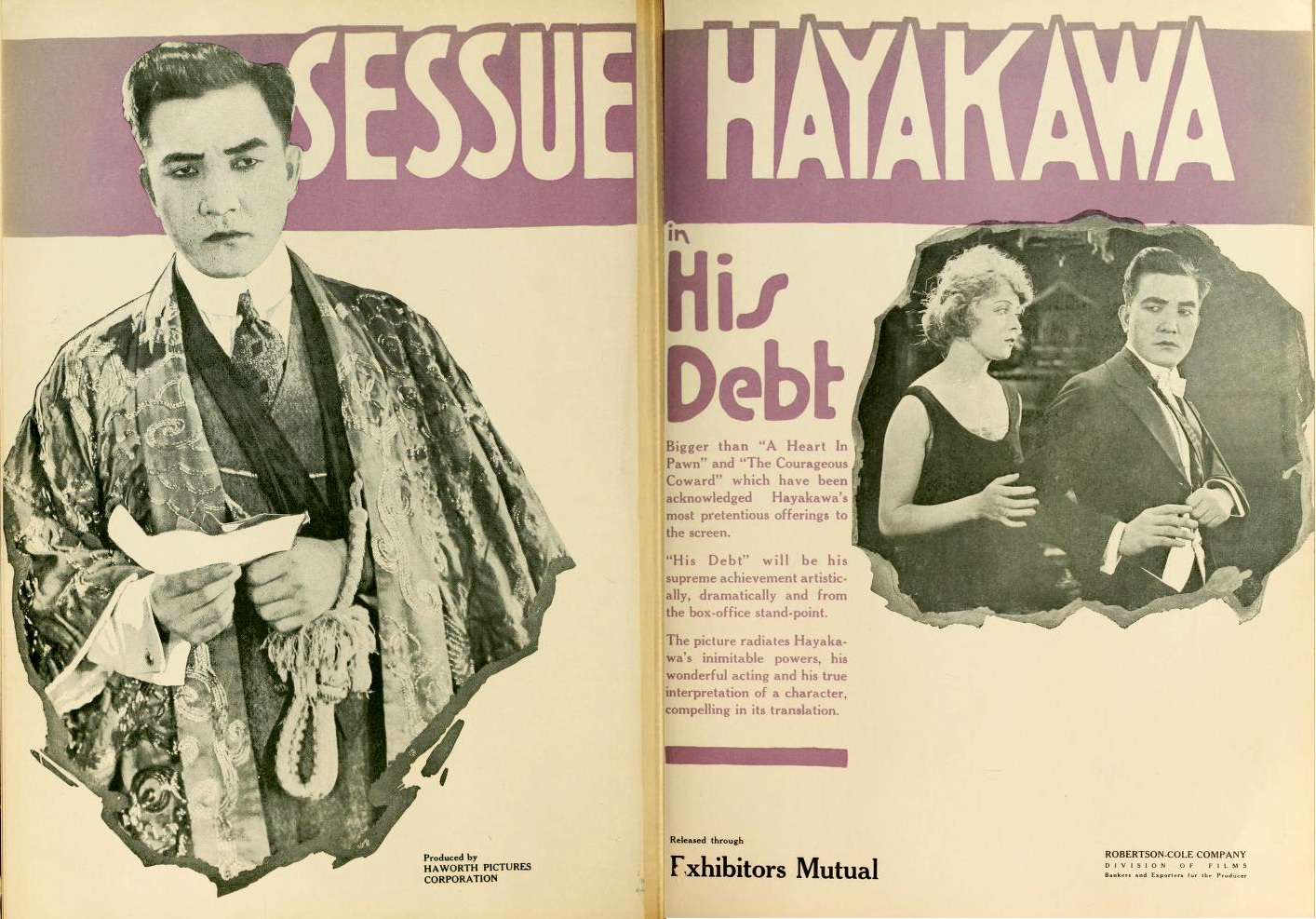
Publicité (1919)

### Comme acteur
- 1914 : O Mimi San
- 1914 : The Courtship of O San
- 1914 : The Geisha
- 1914 : The Ambassador's Envoy
- 1914 : La Colère des dieux (The Wrath of the Gods) de Reginald Barker : Lord Yamaki
- 1914 : A Tragedy of the Orient
- 1914 : Star of the North de Thomas H. Ince et Jay Hunt
- 1914 : The Curse of the Caste
- 1914 : The Village 'Neath the Sea de Thomas H. Ince et Jay Hunt
- 1914 : The Death Mask de Thomas H. Ince
- 1914 : L'Honneur japonais (The Typhoon) de Reginald Barker  : Tokorama
- 1914 : A Relic of Old Japan de Thomas H. Ince et Reginald Barker
- 1914 : The Hateful God
- 1914 : Nipped
- 1914 : The Vigil
- 1914 : Mother of the Shadows
- 1914 : The Last of the Line de Jay Hunt
- 1915 : After Five de Cecil B. DeMille et Oscar Apfel : Oki, le valet
- 1915 : The Famine : Horisho
- 1915 : The Chinatown Mystery (en) de Reginald Barker : Yo Hong
- 1915 : The Clue : Nogi
- 1915 : The Secret Sin : Lin Foo
- 1915 : Forfaiture (The Cheat) de Cecil B. DeMille : Hishuru Tori (version originale) / Haka Arakau (version de 1918)
- 1915 : Tentation (Temptation) de  Cecil B. DeMille : l'admirateur d'opéra
- 1916 : Âmes d'étrangers (Alien Souls) : Sakata
- 1916 : The Honorable Friend : Makino
- 1916 : The Soul of Kura San : Toyo
- 1916 : The Victoria Cross : Azimoolah
- 1917 : Each to His Kind : Rhandah
- 1917 : The Bottle Imp : Lopaka
- 1917 : The Jaguar's Claws : El Jaguar
- 1917 : Le Sacrifice de Sato (Forbidden Paths) de Robert Thornby : Sato
- 1917 : Hashimura Togo : Hashimura Togo
- 1917 : Œil pour œil (The Call of the East) : Arai Takada
- 1917 : The Secret Game : Nara-Nara
- 1918 : La Blessure qui sauve (The Hidden Pearls) de George Melford : Tom Garvin
- 1918 : Soupçon tragique (The Honor of His House) : le comte Ito Onato
- 1918 : Drame au pays de l'ivoire (The White Man's Law) de James Young : John A. Genghis
- 1918 : Le Sacrifice de Tamura (The Bravest Way) : Kara Tamura
- 1918 : La Voix du sang (The City of Dim Faces) : Jang Lung
- 1918 : Fils d'amiral (His Birthright) : Yukio
- 1918 : Banzai : le général américain
- 1918 : Le Temple du crépuscule (The Temple of Dusk) : Akira
- 1919 : Amours de Geisha (A Heart in Pawn) : Tomaya
- 1919 : The Courageous Coward : Suki Iota
- 1919 : His Debt : Goto Mariyama
- 1919 : Âme hindoue (The Man Beneath) de William Worthington : Dr. Chindi Ashutor
- 1919 : The Gray Horizon
- 1919 : The Dragon Painter : Tatsu, le peintre de Dragon
- 1919 : Pour l'honneur de sa race (Bonds of Honor) : Yamashito / Sasamoto
- 1919 : Le Prince mystérieux (The Illustrious Prince) : Prince Maiyo
- 1919 : Le Lotus d'or (The Tong Man) : Luk Chen
- 1920 : The Beggar Prince : Nikki / Prince
- 1920 : The Brand of Lopez : Vasco Lopez
- 1920 : The Devil's Claim : Akbar Khan / Hassan
- 1920 : Jusqu'à la mort (Li Ting Lang) de Charles Swickard : Li Ting Lang
- 1920 : Prince d'Orient (An Arabian Knight) de Charles Swickard : Ahmed
- 1921 : The First Born de Colin Campbell : Chan Wang
- 1921 : Les Roses noires (Black Roses) de Colin Campbell : Yoda
- 1921 : Where Lights Are Low : Tsu Wong Shih
- 1921 : Le Devin du faubourg (The Swamp) de Colin Campbell : Wang
- 1922 : Five Days to Live de Norman Dawn : Tai Leung
- 1922 : The Vermilion Pencil (en) de Norman Dawn : Tse Chan / The Unknown / Li Chan
- 1923 : La Bataille de Édouard-Émile Violet et Sessue Hayakawa  : le marquis Yorisaka
- 1924 : The Great Prince Shan : le prince Shan
- 1924 : Sen Yan's Devotion : Sen Yan
- 1924 : The Danger Line : Marquis Yorisaka
- 1924 : Fidélité (J'ai tué!) : Hideo l'antiquaire
- 1929 : Sessue Hayakawa in 'The Man Who Laughed Last'
- 1931 : Daughter of the Dragon de Lloyd Corrigan : Ah Kee
- 1932 : Running Hollywood
- 1932 : Taiyo wa higashi yori : Kenji
- 1937 : La Fille du samouraï (Die Tochter des Samurai) de Arnold Fanck et Mansaku Itami : Iwao Yamato
- 1937 : Yoshiwara de Max Ophüls : Isamo, Kuli
- 1937 : Forfaiture de Marcel L'Herbier : Prince Lee-Lang
- 1938 : Tempête sur l'Asie de Richard Oswald : le prince Ling
- 1942 : Patrouille blanche de Christian Chamborant : Halloway
- 1942 : Macao, l'enfer du jeu de Jean Delannoy : Ying Tchaï
- 1943 : Malaria de Jean Gourguet : Saïdi
- 1943 : Le Soleil de minuit de Bernard Roland : Matsui
- 1946 : Le Cabaret du grand large de René Jayet : le professeur Wang
- 1947 : Quartier chinois de René Sti : Tchang
- 1949 : Tokyo Joe de Stuart Heisler : Baron Kimura
- 1950 : Captives à Bornéo (Three came home) de Jean Negulesco : le colonel Suga
- 1950 : Harukanari haha no kuni : Joe Hayami
- 1950 : Re mizeraburu: kami to akuma
- 1950 : Re mizeraburu: kami to jiyu no hata
- 1955 : La Maison de bambou (House of Bamboo) de Samuel Fuller : inspecteur Kito
- 1957 : Le Pont de la rivière Kwaï (The Bridge on the River Kwai) de David Lean : le colonel Saito
- 1958 : Le Kid en kimono (The Geisha Boy) de Hal Walker : M.. Sikita
- 1959 : Vertes Demeures (Green Mansions) de Mel Ferrer : Runi
- 1960 : Saipan (Hell to Eternity) de Phil Karlson : général Matsui
- 1960 : Les Robinsons des mers du Sud (Swiss Family Robinson) de Ken Annakin : Kuala, le chef des pirates
- 1961 : The Big Wave : le vieil homme
- 1966 : The Daydreamer de Jules Bass : The Mole (voix)

### Comme producteur
- 1921 : The First Born
- 1921 : Les Roses noires (Black Roses) de Colin Campbell
- 1921 : Where Lights Are Low
- 1921 : Le Devin du faubourg (The Swamp) de Colin Campbell

### Comme réalisateur
- 1923 : La Bataille, avec Édouard-Émile Violet
- 1932 : Taiyō wa higashiyori (太陽は東より?)

## Théâtre
- 1944 : Forfaiture de Sessue Hayakawa, Théâtre de l'Ambigu